# Troglodítids

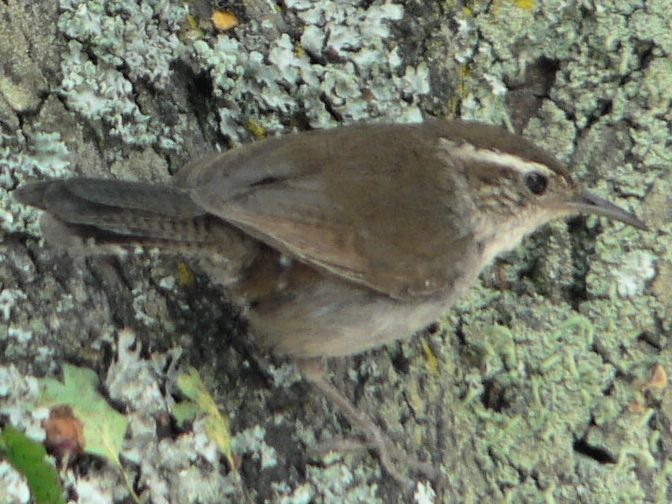
Thryomanes bewickii fotografiat a prop de Seattle (Washington, Estats Units).

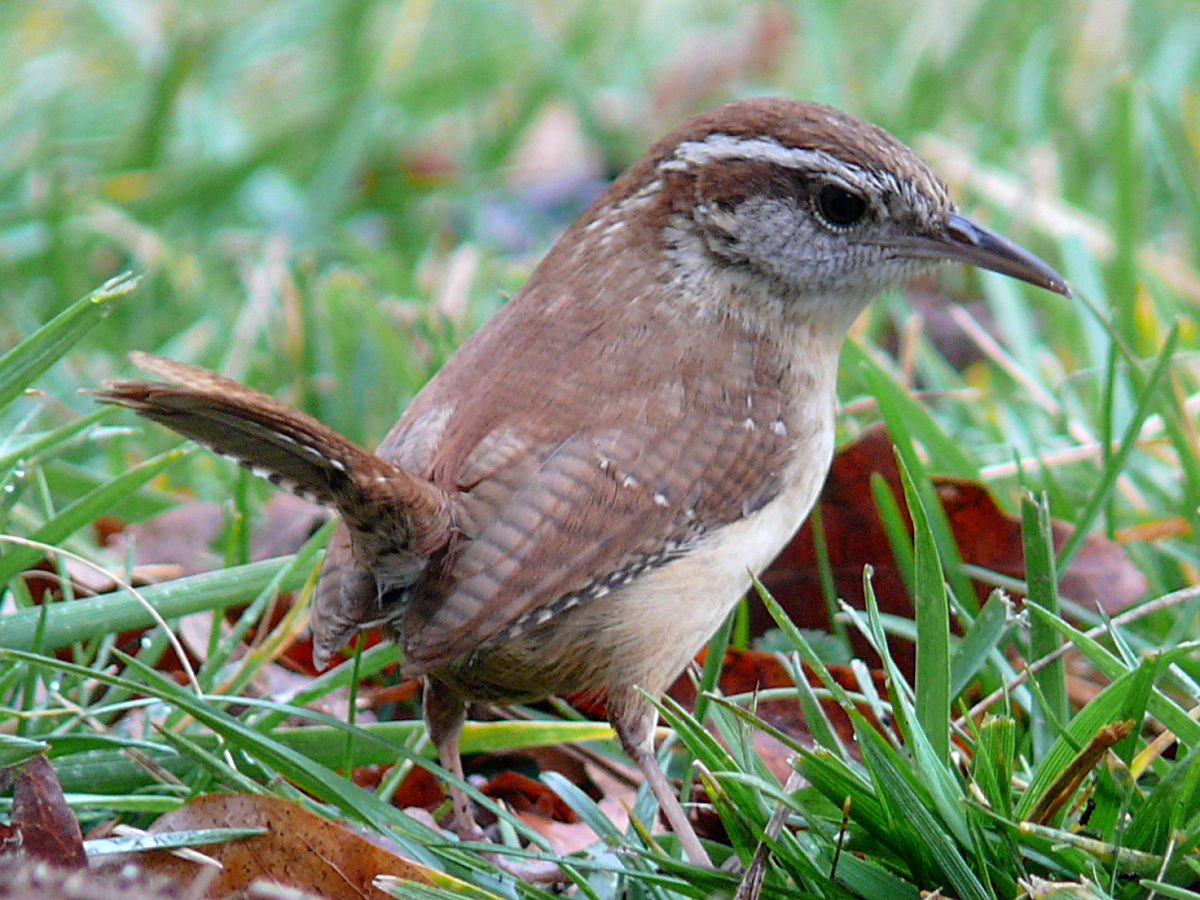
Thryothorus ludovicianus fotografiat a Caldwell County (Carolina del Nord, Estats Units).

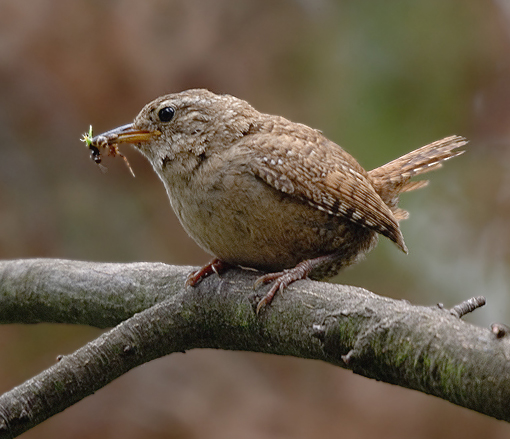
Caragolet (Troglodytes troglodytes)

Els troglodítids són una família d'ocells de l'ordre dels passeriformes. L'únic representant als Països Catalans n'és el caragolet (Troglodytes troglodytes).

## Morfologia
- Entre 9 i 22 cm de llargària.
- De color bru o gris i tacat d'una manera característica.
- Ales curtes i arrodonides.
- Potes fortes.
- Bec prim, punxegut i generalment una mica corbat cap avall.
- No presenten dimorfisme sexual.

## Alimentació
Mengen invertebrats que cerquen a les escorces i a les fulles mortes.

## Costums
Es desplacen a prop de terra, saltant o bé volant distàncies curtes. Són sedentaris, solitaris i, amb freqüència, polígams.

## Gèneresiespècies
Segons l'IOC World Bird List, versió 11.1, 2021, aquesta família es classifica en 19 gèneres amb 88 espècies:
- Gènere Campylorhynchus, amb 15 espècies.
- Gènere Odontorchilus, amb dues espècies.
- Gènere Salpinctes, amb una espècie: cargolet roquer (Salpinctes obsoletus)
- Gènere Catherpes, amb una espècie: cargolet dels canyons (Catherpes mexicanus)
- Gènere Hylorchilus, amb dues espècies.
- Gènere Cinnycerthia, amb 4 espècies.
- Gènere Cistothorus, amb 5 espècies.
- Gènere Thryomanes, amb una espècie: cargolet de Bewick (Thryomanes bewickii)
- Gènere Ferminia, amb una espècie: cargolet de Zapata (Ferminia cerverai)
- Gènere Pheugopedius, amb 12 espècies.
- Gènere Thryophilus, amb 5 espècies.
- Gènere Cantorchilus, amb 12 espècies.
- Gènere Thryothorus, amb una espècie: cargolet de Carolina (Thryothorus ludovicianus)
- Gènere Troglodytes, amb 12 espècies.
- Gènere Thryorchilus, amb una espècie: cargolet dels volcans (Thryorchilus browni)
- Gènere Uropsila, amb una espècie: cargolet ventreblanc (Uropsila leucogastra)
- Gènere Henicorhina, amb 5 espècies.
- Gènere Microcerculus, amb 4 espècies.
- Gènere Cyphorhinus, amb tres espècies.